# جیمز لی. کانوی
جیمز لی. کانوی (به انگلیسی: James L. Conway) (متولد ۲۵ اکتبر ۱۹۵۰ در نیویورک) یک کارگردان فیلم و تلویزیون، تهیه‌کننده و نویسنده، اجرایی استودیو و رمان‌نویس است. مجموعه‌های تلویزیونی که او در آن‌ها کار کرده است، عبارتند از: سوپرنچرال، اسمالویل، بورلی هیلز ۹۰۲۱۰، افسون‌شده و چند سریال دیگر.
از ۲۰۰۲-۱۹۹۶، کانوی به‌عنوان معاون اجرایی مدیرعامل تلویزیون اسپلینگ خدمت، در بسیاری از سریال‌های تلویزیونی از جمله: ۷ بهشت، محل لینک و بورلی هیلز، ۹۰۲۱۰ کار کرده است.
کانوی نوشتن رمان را از سال ۲۰۱۲ آغاز کرد. رمان‌های او عبارتند از: مرده و نه چندان مدفون (۲۰۱۲)، سکسی بیب (۲۰۱۲) و در سرد ورزش‌ها (۲۰۱۳).